# میانگین لگاریتمی

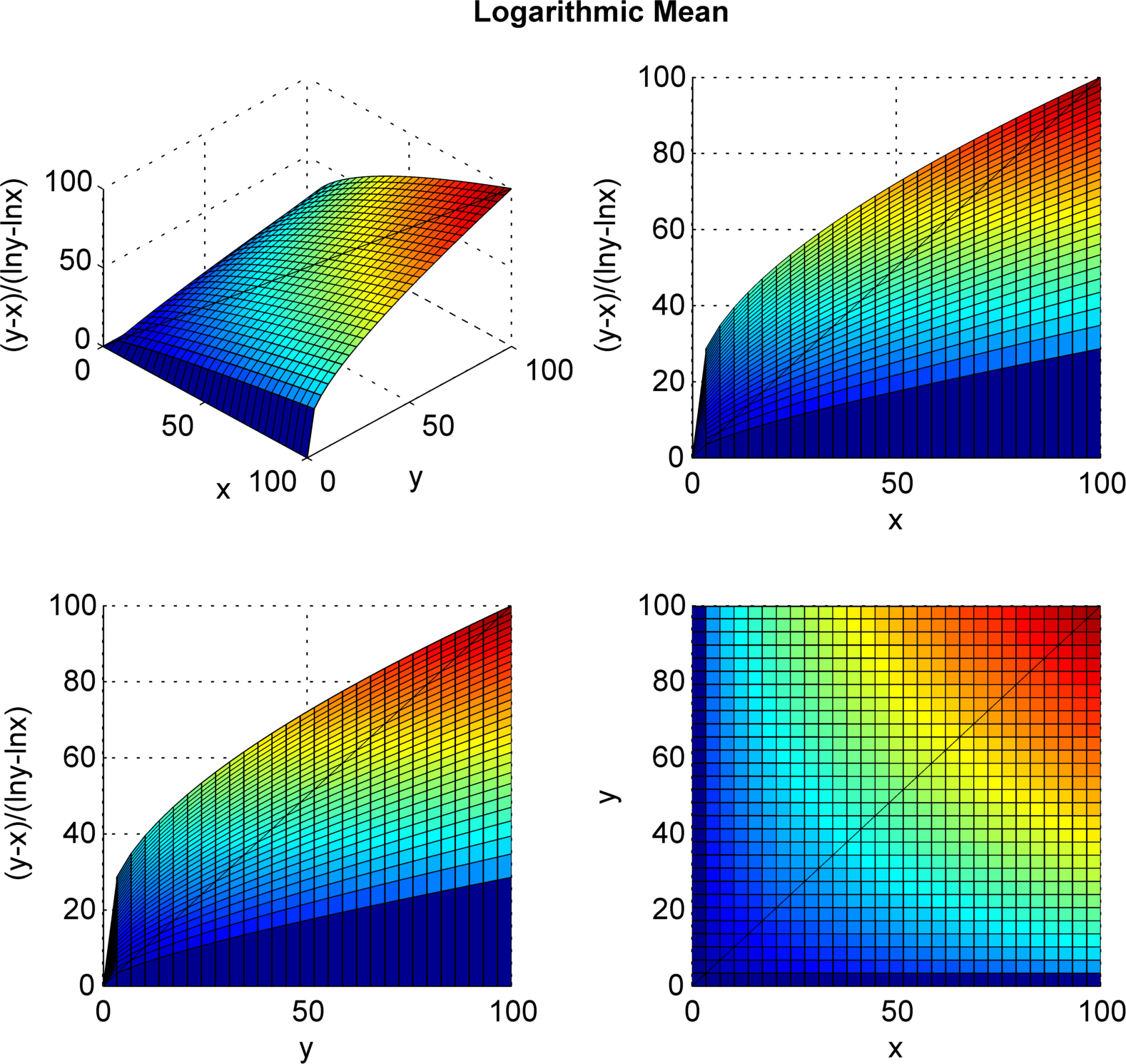
نمودار سه بعدی که مقادیر میانگین لگاریتمی را نشان می‌دهد.

در ریاضیات، میانگین لگاریتمی، (به انگلیسی: Logarithmic mean) تابعی از دو عدد غیر منفی است که برابر است با تقسیم اختلاف آن دو عدد بر لگاریتم خارج قسمت آنها. این محاسبه در مسائل مهندسی مربوط به انتقال گرما و جرم کاربرد زیادی دارد.

## تعریف
میانگین لگاریتمی به‌صورت زیر محاسبه می‌گردد:
{\displaystyle {\begin{aligned}M_{\text{lm}}(x,y)&=\lim _{(\xi ,\eta )\to (x,y)}{\frac {\eta -\xi }{\ln(\eta )-\ln(\xi )}}\\[6pt]&={\begin{cases}x&{\text{if }}x=y,\\[2pt]{\dfrac {y-x}{\ln y-\ln x}}&{\text{otherwise,}}\end{cases}}\end{aligned}}}
برای اعداد مثبت x, y

## نابرابری‌ها
میانگین لگاریتمی دو عدد از میانگین حسابی و میانگین تعمیم‌یافته با توان بزرگتر از ۱ کوچکتر است. اما به ترتیب از میانگین هندسی و میانگین همساز بزرگتر است. این نابرابری‌ها در شرایطی صادق هستند که این دو عدد برابر نباشند.
{\displaystyle {\frac {2}{\displaystyle {\frac {1}{x}}+{\frac {1}{y}}}}\leq {\sqrt {xy}}\leq {\frac {x-y}{\ln x-\ln y}}\leq {\frac {x+y}{2}}\leq \left({\frac {x^{2}+y^{2}}{2}}\right)^{1/2}\qquad {\text{ for all }}x>0{\text{ and }}y>0.}
تویش پراکاش شارما نابرابری میانگین هندسی لگاریتمی حسابی را به‌صورت زیر تعمیم می‌دهد:
{\displaystyle {\sqrt {xy}}\ \left(\ln {\sqrt {xy}}\right)^{n-1}\left(n+\ln {\sqrt {xy}}\right)\leq {\frac {x(\ln x)^{n}-y(\ln y)^{n}}{\ln x-\ln y}}\leq {\frac {x(\ln x)^{n-1}(n+\ln x)+y(\ln y)^{n-1}(n+\ln y)}{2}}}
برای n = ۰ این نابرابری معادل عبارت پایین خواهد شد:
{\displaystyle {\sqrt {xy}}\ \left(\ln {\sqrt {xy}}\right)^{n-1}\left(n+\ln {\sqrt {xy}}\right)\leq {\frac {x(\ln x)^{n}-y(\ln y)^{n}}{\ln x-\ln y}}\leq {\frac {x(\ln x)^{n-1}(n+\ln x)+y(\ln y)^{n-1}(n+\ln y)}{2}}}همچنین برای n = ۱ عبارت پایین را خواهیم داشت:
{\displaystyle {\sqrt {xy}}\left(1+\ln {\sqrt {xy}}\right)\leq {\frac {x\ln x-y\ln y}{\ln x-\ln y}}\leq {\frac {x(1+\ln x)+y(1+\ln y)}{2}}}